# 유승완
유승완(1992년 2월 6일 ~ )은 대한민국의 축구 선수이며 포지션은 공격수이다.

## 축구인 생활

### 선수 생활
성균관대학교를 재학하던 유승완은 2016년 자유선발로 대전 시티즌에 입단하였다.
4월 24일 부산 아이파크와의 홈경기를 통해 데뷔골을 성공시키며 대전의 2016시즌 첫승에 기여했다.
7월 16일 부산 아이파크와의 홈경기서 자신의 리그 두번째 골을 성공시켰다.
2017년 경주 한국수력원자력으로 이적하였다.

## 수상

### 클럽

#### 경주 한국수력원자력 축구단
- 내셔널리그
  - 우승 1회 : 2017